# Condado de Young (Texas)
O Condado de Young é um dos 254 condados do estado norte-americano do Texas. A sede do condado é Graham, que é também a sua maior cidade.
O condado tem uma área de 2411 km² (dos quais 22 km² estão cobertos por água), uma população de 17 943 habitantes, e uma densidade populacional de 8 hab/km² (segundo o censo nacional de 2000).
O condado foi criado em 1856 e o seu nome é uma homenagem a William Cocke Young, colonizador da região, xerife e membro do United States Marshals Service.